# Couronien
Cet article concerne la langue couronienne. Pour le peuple couronien, voir Couroniens.
Le couronien est une langue éteinte appartenant au groupe balte des langues indo-européennes et s'apparentant considérablement au vieux-prussien.

## Histoire
Du VIIe siècle au IXe siècle, les Vikings débarquent en Courlande, mais sans coloniser le pays. Au XIIIe siècle les chevaliers teutoniques conquirent leur territoire sous prétexte de substituer le catholicisme à la foi balte, mais plus tard, ils adoptèrent la réforme protestante, et le peuple couronien aussi, du moins en Courlande, car en Lituanie, il resta catholique. Vers le milieu du XVIe siècle, l'acculturation commença à faire disparaître la langue couronienne au profit du lituanien au sud et du letton au nord. Toutefois, à la veille de la Seconde Guerre mondiale, les recensements lituanien et letton décomptaient encore 9 500 personnes connaissant le couronien. Il n'en restait que 2 500 au recensement soviétique de 1951. Aujourd'hui le couronien n'est plus parlé, et il n'en reste que des traces lexicales et toponymiques, puisqu'aucun écrit ancien ne peut témoigner du langage d'origine.

## Distribution
Le couronien était parlé en Courlande, région lettone située au sud-ouest du golfe de Riga, et en Lituanie, en bordure de la Baltique.

## Écriture
On ne dispose d'aucune preuve de système d'écriture.